# Суєнга (село)
Суєнга (рос. Суенга) — село у Маслянинському районі Новосибірської області Російської Федерації.
Входить до складу муніципального утворення Єгор'євська сільрада. Населення становить 408 осіб (2010).

## Історія
Згідно із законом від 2 червня 2004 року органом місцевого самоврядування є Єгор'євська сільрада.

## Населення
| 2002 | 2007 | 2010 |
| ---- | ---- | ---- |
| 547  | ↘509 | ↘408 |